# Palais Jacopo da Brescia
Le palais Jacopo da Brescia (en italien : Palazzo Jacopo da Brescia) était un palais de la Renaissance situé à Rome, en Italie, qui était situé dans le faubourg de Borgo.

## Histoire
Le palais a été construit « pour Jacopo », aussi connu comme Giacomo di Bartolomeo da Brescia, un médecin au service du pape Léon X, entre 1515 et 1519. Son dessin communément attribué à Raphaël est inspiré du Palazzo Caprini, œuvre de Bramante qui était situé à proximité et a été démoli. Le palais, qui avait un plan triangulaire se dressait à la confluence des faubourgs Borgo Nuovo et Borgo San Angelo. Il a été démoli en 1937 pour permettre la construction de la Via della Conciliazione, et reconstruit  d'après un autre plan le long de la Via Rusticucci et de la Via dei Corridori, non loin de son emplacement d'origine.

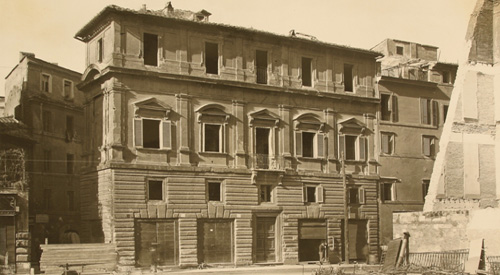
Le palais peu avant sa démolition, 1937.

## Sources
- (en) Portoghesi, Paolo, Roma del Rinascimento, Electa, Milano, 1971
- (en) Gigli, Laura et Zanella, Andrea, Guide rionali di Roma, vol. Borgo - II, Fratelli Palombi Editori, Roma (ISSN 0393-2710), p. 99
- (en) Ch. L. Frommel, Architettura alla corte papale nel Rinascimento, Milan, 2003, 240–255 p., « I palazzi di Raffaello: come si abitava e viveva nella Roma del primo Cinquecento »